# Ernst Linck
Ernst Linck (* 14. Oktober 1874 in Windisch; † 29. Juni 1935 in Bern) war ein Schweizer Maler.

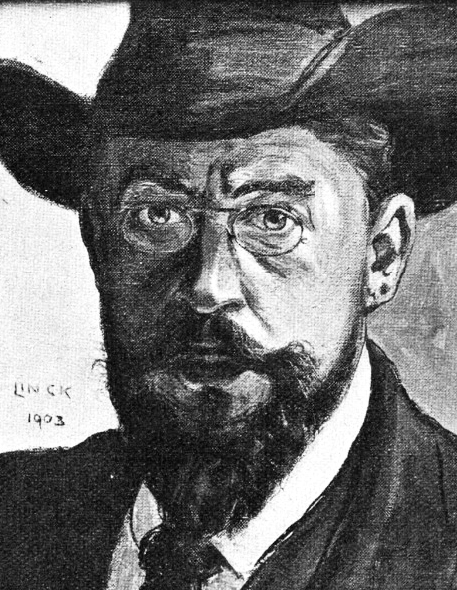
Ernst Linck, 1903

## Leben und Werk
Nach einer Lehre in Zürich als Dekorationsmaler von 1889 bis 1890 arbeitete er zunächst als Figurenmaler in mehreren Schweizer Städten. Nach zwei Studienreisen nach Italien 1894 und 1899 liess er sich in Bern nieder, wo er eine eigene Malschule eröffnete, die er bis 1912 führte. Daneben unterrichtete er ab 1904 Aktzeichnen an der Kunstgewerbeschule. Seine Schüler dort waren unter anderen Max Böhlen und Fred Stauffer. Linck war ein Repräsentant der von Ferdinand Hodler angeführten «Berner Schule» zu der auch Traugott Senn, Adolf Tièche, Emil Cardinaux, Eduard Boss, Emil Prochaska (1874–1948) und Max Eugen Brack (1878–1950) gehörten. Links Gemälde zeigen häufig patriotisch-volkstümliche Szenen. Er schuf einige Kirchenmalereien (Wandmalerei und Glasfenster). Auch als Restaurator wurde er wiederholt beigezogen; so ist er unter anderem für die Bemalung einiger historischer Berner Brunnen verantwortlich.
Sein Sohn ist der Bildhauer Walter Linck.

## Glasfenster von E. Linck (Beispiele)

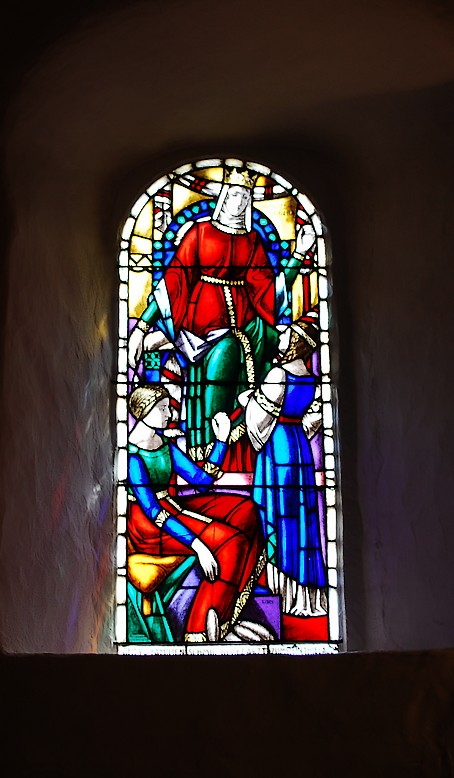
Kirche Wimmis: Glasmalerei von Königin Bertha (1924)
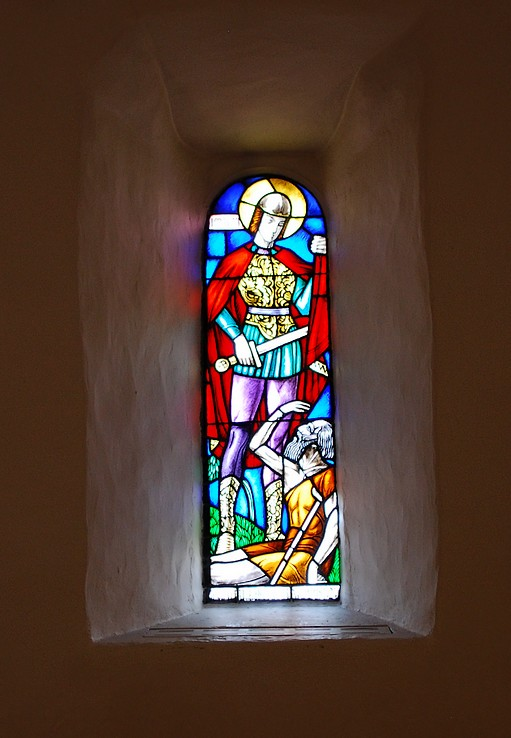
Kirche Wimmis: Glasmalerei von hl. Martin (1924)
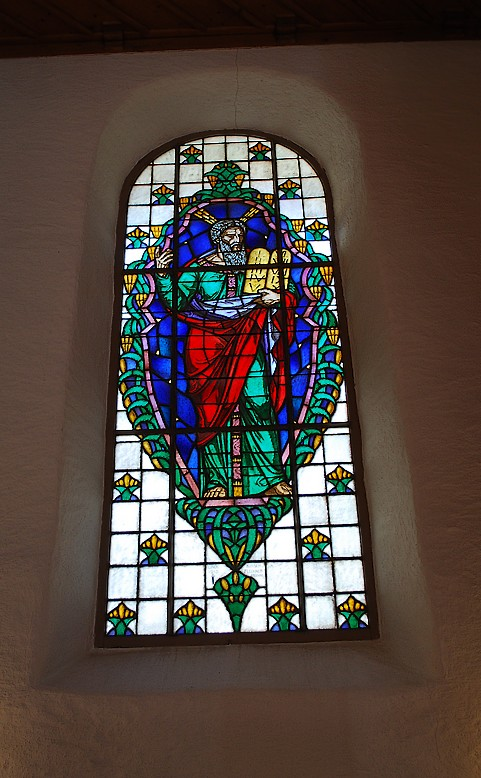
Kirche Meiringen: Glasmalerei von Moses (1915, Jugendstil)
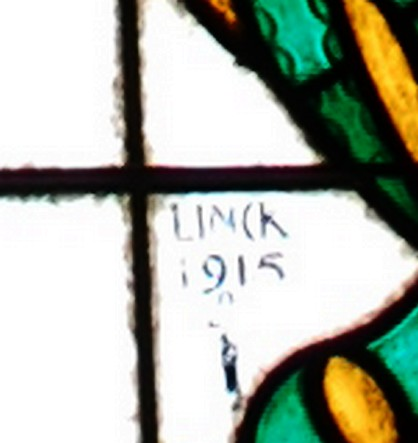
Signatur von E. Linck in der Kirche Meiringen (1915)